# Consentements volés (téléfilm)
Pour plus de détails, voir Fiche technique et Distribution.
Consentements volés ou Rendez-vous avec le Mal (A Date with Darkness: The Trial and Capture of Andrew Luster) est un téléfilm dramatique américain réalisé par Bobby Roth, diffusé le 11 août 2003 sur Lifetime.
Ce film raconte l'histoire vraie d'Andrew Luster, violeur multirécidiviste qui utilisait le GHB ou ecstasy liquide, cette drogue sans couleur et sans saveur qui rend les victimes totalement vulnérables. Lors du tournage, Luster était en cavale, et la scène de son arrestation fut ajoutée in extremis pour coller à la réalité.

## Synopsis
À Santa Barbara, Connie Farnsworth, 21 ans, fête dans une boîte de nuit le succès à un examen avec son meilleur ami, Daniel. Elle y fait la connaissance du séduisant Andrew Luster, héritier de la fortune de Max Factor. Droguée au GHB par ce bel inconnu, la jeune fille est victime d'un viol. Sur les conseils de son père, elle accepte, malgré la honte qu'elle ressent, de porter plainte. Dans la villa du violeur, la police découvre des vidéos suffisamment explicites pour le confondre dans deux autres affaires similaires.

## Fiche technique
- Titre québécois : L'Héritier
- Réalisation : Bobby Roth
- Scénario : Christopher Canaan
- Société de production : Larry Thompson Entertainment

## Distribution
- Jason Gedrick : Andrew Luster (en)
- Marla Sokoloff : Connie
- Lisa Edelstein : Maeve Fox
- Sarah Carter : Sarah
- Stefanie von Pfetten : Teri
- Winston Rekert : Fred
- Tom Butler : Roger Diamond
- Shane Meier (en) : Daniel
- Robert Wisden : Sam
- Samantha Ferris : Det. Katherine Cooke
- Kevin McNulty : Judge Riley
- Kavan Smith : Anthony Wold
- Jody Thompson : Amy
- Rebecca Toolan (en) : Mrs. Luster
- Kerry Sandomirsky : Dr Dyer

## Accueil
Le téléfilm a été vu par environ 3,3 millions de téléspectateurs lors de sa première diffusion.